# Друга влада Љубомира Стојановића
Друга влада Љубомира Стојановића је била влада Краљевине Србије од 12. августа 1905. до 14. марта 1906.

## Чланови владе
| Функција                                                           | Слика | Име и презиме      | Детаљи           |
| ------------------------------------------------------------------ | ----- | ------------------ | ---------------- |
| Председник Министарског савета и министар просвете и црквених дела |       | Љубомир Стојановић |                  |
| Министар иностраних дела                                           |       | Јован Жујовић      | до 2/15.12 1905. |
| Министар иностраних дела                                           |       | Василије Антонић   | заступник        |
| Министар унутрашњих дела                                           |       | Иван Павићевић     |                  |
| Министар правде                                                    |       | Драгутин Пећић     |                  |
| Министар финансија                                                 |       | Милан Марковић     |                  |
| Министар војни                                                     |       | Василије Антонић   |                  |
| Министар грађевина                                                 |       | Владимир Тодоровић |                  |
| Министар народне привреде                                          |       | Милорад Драшковић  |                  |